# Тереса (теленовела, 2010)
„Тереса“ (на испански: Teresa) е мексиканска теленовела, режисирана от Моника Мигел и Алехандро Гамбоа, и продуцирана от Хосе Алберто Кастро за Телевиса през 2010 г. Адаптация е на едноименната теленовела от 1989 г., базирана на теленовелата Тереса от 1959 г., създадена по оригиналната история от Мими Бечелани.
В главните роли са Анжелик Бойер, Себастиан Рули и Аарон Диас.

## Сюжет
Тереса е красива и интелигентна млада жена, която отчаяно се опитва да избяга от бедния квартал, в който живее. Въпреки че е красива и получава подкрепа и любов от родителите си, тя живее в мизерия, обвинявайки бедността за смъртта на сестра си. След като Роза умира от сърдечно заболяване, Тереса обещава, че никога повече няма да бъде бедна, като планира да избяга от бедността, която я заобикаля, като използва красотата си като начин да стигне до върха. Тя е влюбена в Мариано, който живее в същия квартал. Той учи медицина, за да отговори на очакванията на Тереса и да изпълни всичките ѝ мечти. Но Тереса е нетърпелива.
Докато учи, Тереса се среща с Пауло, богат млад мъж, който е много популярен сред всички студенти. Тереса, виждайки го като начин да се издигне в обществото, се разделя с Мариано. Тя зопчва да използва красотата си, за да очарова Пауло. Двамата започват да излизат, но след като открива, че е бедна, веднага се разделя с нея. Веднага след случката, Тереса подновява връзката си с Мариано. Хеновева, майката на Пауло, също не одобрява Тереса.
Пауло и Аида, ревнивата състудентка на Тереса, я унижават, разкривайки публично бедността и лъжите ѝ, затова Тереса решава да се отмъсти и се кълне, че никога няма повече да бъде потъпквана. Тереса се сприятелява с учителя си Артуро Де ла Барера, уважаван адвокат, който предлага да плати за образованието ѝ. Тя решава да накара Артуро да се влюби в нея. Луиса, сестрата на Артуро, първоначално не вярва на Тереса, докато нейната скромност я убеждава, че Тереса е мило момиче.
Докато Тереза работи като асистентка на Артуро, той се влюбва в нея. Луиса разбира за чувствата му и го убеждава да признае чувствата си. Тереса изпълва Артуро с надежда. Тя се разделя с Мариано и му казва, че ще се ожени за Артуро. Това унищожава надеждата на Мариано и той намира утеха в ръцете на Аида. Първоначално, Мариано не може да спре да мисли за Тереса, молейки я да напусне Артуро, но амбициите ѝ са по-силни от молбите му. Артуро и Тереса пътуват към Канкун и това отваря очите на Мариано, виждайки истинската Тереса. В крайна сметка, тя се омъжва за Артуро. Преди това Тереза среща Фернандо, мултимилионер и годеник на Луиса. Въпреки че постоянно мисли за Мариано, Тереса се влюбва в Артуро, докато са на меден месец.
Времето минава и Тереса случайно е простреляна. След инцидента тя остава парализирана. Тереса бавно се възстановява и Артуро разбира, че тя и Мариано са имали интимен контакт в деня преди брака на им, както и че се е омъжила за парите му. Това кара Артуро да се осъмни в любовта на съпругата му и решава да изпита любовта ѝ, като я отвежда да живеят в същия квартал, от който идва. Тереса се стреми да подобри статута си, решавайки да съблазни Фернандо, годеника на Луиса и най-добър приятел на Артуро. Мариано казва на Луиса за опита на Тереза да прелъсти Фернандо. Макар че обича съпруга си, Тереса иска да върне придишния си начин на живот.
Първи алтернативен край, излъчен е по време на мексиканското предаване Hoy. Тереса, най-накрая осъзнава и приема самотата, на която е обречена, както и че никой от близките ѝ не иска да има нищо общо с нея, напуска дома на Артуро и зопчва нов живот. 6 месеца по-късно тя работи в компания като асистент. До нея се приближава мъж, който е новият ѝ шеф Той я моли да се срещне с него в кабинета му. Когато тръгва, Тереса разкопчава блузата си, което означава, че тя се връща към старите навици на манипулация.
Втори алтернативен край Тереса се връща в дома си, осъзнавайки, че никой не я обича, и отива в стаята си и прегръща мечето, която ѝ е подарък от Артуро. Фернандо се появява и я обвинява, че го е унищожила, а след това я застрелва. Тереса умира, стискайки мечето от Артуро.

## Актьори
Част от актьорския състав:
- Анжелик Бойер – Тереса Чавес Агире
- Себастиан Рули – Артуро Де ла Барера
- Аарон Диас – Мариано Санчес Суарес
- Синтия Клитбо – Хуана Годой
- Ана Бренда Контрерас – Аурора Алкасар Коронел
- Даниел Аренас – Фернандо Морено Гихаро
- Маргарита Маганя – Аида Касерас Асуела
- Фелисия Меркадо – Хеновева Де Алба вдовица де Кастеянос
- Силвия Марискал – Рефухио Агире де Чавес
- Хуан Карлос Коломбо – Армандо Чавес Гомес
- Ракел Олмедо – Ориана Гихаро вдовица де Морено
- Фернандо Кастийо – Луиса Де ла Барера
- Мар Контрерас – Лусия Алварес Гранадос
- Добрина Кръстева – Майра Асуела де Касерас
- Луис Фернандо Пеня – Хуан Антонио Гомес Домингес
- Фелипе Нахера – Уго
- Елена Торес – Магда
- Хуан Диего Коварубиас – Хулио

## Премиера
Премиерата на Тереса е на 2 август 2010 г. по Canal de las Estrellas. Последният 151. епизод е излъчен на 27 февруари 2011 г.

## Награди и номинации
Награди TVyNovelas 2011
| Категория                            | Номинация                                       | Резултат   |
| ------------------------------------ | ----------------------------------------------- | ---------- |
| Най-добра теленовела                 | Хосе Алберто Кастро                             | Номиниран  |
| Най-добра актриса в главна роля      | Анжелик Бойер                                   | Печели     |
| Най-добър актьор в главна роля       | Себастиан Рули                                  | Номиниран  |
| Най-добра актриса в отрицателна роля | Маргарита Маганя                                | Номинирана |
| Най-добър актьор в отрицателна роля  | Мануел Ландета                                  | Номиниран  |
| Най-добра актриса в поддържаща роля  | Ана Бренда Контрерас                            | Номинирана |
| Най-добра музикална тема             | Esa hembra es mala в изпълнение на Gloria Trevi | Номинирана |

## Версии
Телевизионни
- През 1959 г. е създадена първата теленовела по оригиналната история Тереса, в която участват Марикрус Оливие и Луис Беристайн.
- През 1965 г. е създадена бразилската адаптация, в която участват Джорджия Гомиде и Валмор Чагас.
- През 1967 г. е продуцирана теленовелата El 4º Mandamiento, с участието на Питука де Форонда и Гилермо Сетина.
- През 1989 г. Луси Ороско продуцира теленовелата Тереса, в която участват Салма Хайек и Рафаел Рохас.

Кино
- През 1961 г. е адаптирана историята на Мими Бечелани от сценариста Едмундо Балус за голям екран. В главната роля е Марикрус Оливие, а лентата е режисирана от Алфредо Б. Кревена.